# كيمو وأنتيمو (فلم)
كيمو وأنتيمو فيلم مصري من بطولة عامر منيب، إنتاج عام 2004.

## قصة الفيلم
تدور أحداث الفيلم حول صديقين أحدهما مطرب والآخر ملحن ويسعيان نحو الشهرة، وبالفعل يتمكن الملحن من إيجاد فرصة بالصدفة، فيما يحاول المطرب البحث عن فرص جديدة. وتدور الأحداث في إطار كوميدي رومانسي غنائي.

## بطولة
- عامر منيب
- مي عز الدين
- طارق عبد العزيز
- إيناس النجار
- وحيد سيف
- مصطفى هريدي
- يوسف عيد
- أحمد عقل
- نعيم عيسى
- عثمان عبد المنعم

## روابط خارجية
- مقالات تستعمل روابط فنية بلا صلة مع ويكي بيانات